# Blolab
BloLab, est un FabLab, un laboratoire de fabrication numérique, un espace de démocratisation technologique au service de l'innovation intervenant dans les domaines de l’éducation et du numérique,. Il est situé à Zogbohouè, un quartier périphérique de Cotonou en République du Bénin,.

## Historique

### Origine du nom
« Blo » qui signifie « faire » en langue locale fon du Bénin et « lab » mis pour laboratoire.
Le BloLab  une Organisation Non Gouvernementale à but non lucratif. Elle a  démarré ses activités à Cotonou au Bénin en 2015 dans le but de familiariser la population en général et les jeunes en particulier à l’utilisation des technologies de prototypage et à la diffusion de l’esprit de création et d’innovation. C’est un lieu de fabrication numérique et de prototypage, un espace de coworking qui accueille plusieurs types d’usagers dont entre autres des développeurs, des geeks, des hackers et des designers qui mutualisent leurs compétences pour construire des projets,.

## Mission et organisation

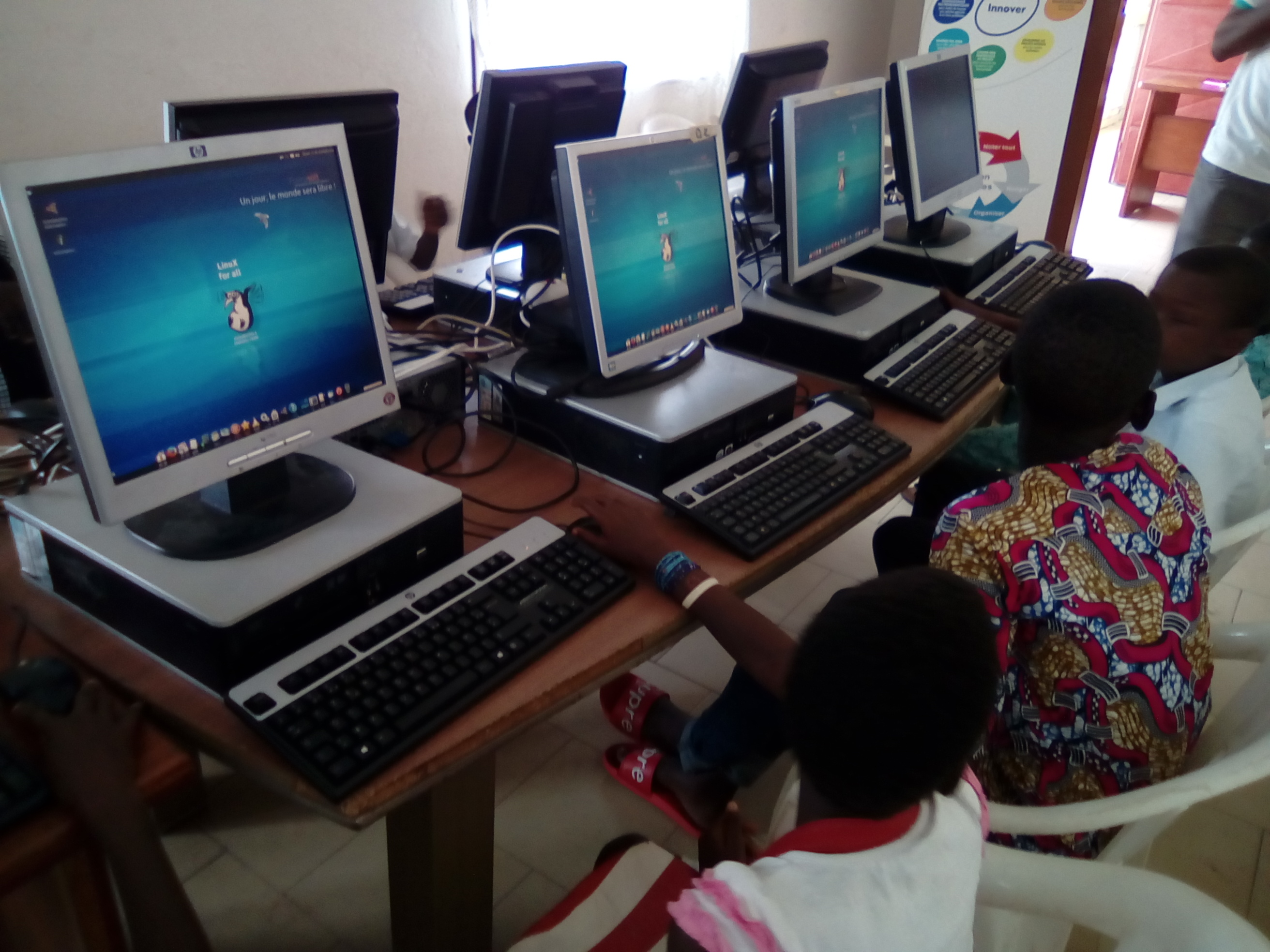
Atelier de formation au logiciel Scratch, organisé le 10 juin 2017 par le BloLab sur des ordinateurs de réemploi sous Emmabuntüs.

Le BloLab est un espace ouvert à tous où chacun peut expérimenter dans les domaines libres de son choix et d’avancer à son propre rythme à travers des groupes de travail qui mènent des activités dont entre autres l’impression 3D, le Hardware, le Software, le R&D, l’électronique et le Bidouillage. Même ceux qui n’ont pas un projet précis peuvent commencer l’initiation à des ateliers et des formations sur l’entretien ou la réparation des ordinateurs par exemple où les membres peuvent les soutenir grâce aux valeurs défendues : Partage, Ouverture, Curiosité et Liberté.
Aujourd'hui, le BloLab, dans sa mission de mettre le numérique à la portée de tous, renforce l’alphabétisation numérique des jeunes et des professionnels locaux au cours des ateliers de code basés sur Scratch pour les enfants à travers une classe numérique itinérante installée dans la remorque d’un camion,,, et conçue par l'association suisse African Puzzle.

## Ressources du BloLab
Le Lab met gracieusement à la disposition de la communauté des ressources et matériels afin de les aider à construire ensemble avec eux une communauté active dans la transformation sociale de l’Afrique.
En effet, le lab dispose de[réf. nécessaire]:
- Internet bon débit et disponible à plein temps;
- Espace de travail disponible à plein temps;
- Formation permanente sur les technologies numériques;
- Coaching et disponibilité d’expertises pour accompagner à la conception et à l’exécution de projets innovants Matériels de travail;
- Des ordinateurs et des Jerry équipés en Logiciels Libres grâce l’étroite collaboration depuis plusieurs années avec le Collectif Emmabuntüs[1].
- Une imprimante 3D en kit, des kits arduino et un petit outillage (poste à soudure, matériel électro-portatif) acquis après une campagne de Crowdfunding sur un site de financement participatif dénommé KissKissBankBank grâce à ses donateurs et partenaires de par le monde[4],[11].